# Carmelites Missioneres Teresianes
|  | Per a altres significats, vegeu Teresianes (desambiguació). |

Les Carmelites Missioneres Teresianes són un institut religiós femení de dret pontifici, concretament una congregació religiosa, les germanes de la qual posposen al seu nom les sigles C.M.T.
No s'han de confondre amb les Carmelites Missioneres, també fundades per Palau i Quer, ni amb les Carmelites Missioneres de Santa Teresa, fundades a Mèxic el 1903.

## Història

### Orígens
La congregació va néixer fruit d'una experiència eclessial deFrancesc Palau i Quer (1811-1872), en 1860, com a orde tercer de l'Orde dels Carmelites Descalços. Palau era llavors exiliat a Ciutadella de Menorca, acusat de causar aldarulls per les seves predicacions, de tendència carlina. En el retir, Palau va pensar a donar vida a una congregació femenina que, vinculada a l'espiritualitat contemplativa de les carmelites descalces, es dediqués a l'apostolat actiu. Així va néixer la congregació de l'Orde Tercer de Germans de la Mare de Déu del Carme i Santa Teresa de Jesús, o Carmelites Descalces Terciàries. Entre els primers col·laboradors hi va haver la seva neboda, després canonitzada, Teresa Jornet i Ibars, que fundaria les Germanetes dels Ancians Desemparats.

### Escissió
En 1878, després de morir el fundador, Joana Gratias va encapçalar un moviment d'escissió de la congregació que provocà la constitució de dues branques separades de Carmelites Descalces Terciàries, que van establir les seves seus a Barcelona (les Carmelites Missioneres) i a Tarragona (les Carmelites Missioneres Teresianes, que no arribarien a Barcelona fins al 1916 i conegudes llavors com a Carmelites Tercàries Descalces de Tarragona). A partir de llavors, tot i compartir la història i el carisma, van continuar amb trajectòries separades. Entre 1925 i 1929 van reunir-se però la unió no va tenir continuïtat.
Les Carmelites Missioneres Teresianes, que es podrien considerar les continuadores de la congregació original, van expandir-se inicialment a Tarragona i Lleida i, en menor grau, per tot Catalunya exceptuant Barcelona i rodalia, on s'havia establert l'altra branca. Posteriorment, ja consolidada la separació, s'expandiren per la resta d'Espanya (València, País Basc i Navarra, especialment) i va obrir cases a Europa i altres continents, afegint als seus objectius l'apostolat missioner. A Barcelona es van establir el 1916, però dedicant-se exclusivament a l'assistència sanitària, no a l'ensenyament.
El 28 de març de 1911 l'institut va ser agregat a l'Orde del Carmel Descalç (es va renovar el 10 de setembre de 1930).

### Trajectòria posterior a 1872
La congregació, pel fet que eren en la seva àrea d'influència, s'ha fet càrrec dels principals llocs i fundacions vinculats al fundador: la casa natal i la fundació d'Aitona, la des Vedrà, la de Tarragona, on n'hi ha el sepulcre, i les primeres fundacions de la congregació originals (Graus, el Vendrell, etc.).

## Activitats i difusió
Les germanes es dediquen a l'ensenyament a joves i a l'assistència a la gent gran i els malalts; a més, l'activitat missionera i la promoció de la vida espiritual.
Avui són presents a 23 estats arreu del món. Al final del 2005, eren 817 religioses en 110 cases.